# Сражение при Палонегро
Сражение при Палонегро (исп. Batalla de Palonegro) — сражение, произошедшее с 11 по 25 мая 1900 года во время Тысячедневной войны в Колумбии. Это была самая важная битва конфликта, закончившаяся победой войск консервативного правительства и заставившая либералов перейти к партизанской войне.
После победы при Пералонсо либералы промедлили и в феврале 1900 года остались изолированными в Сантандере. Их шансы на победу были невелики. Кроме того, несмотря на энтузиазм добровольцев, у повстанцев заканчивались боеприпасы. Хотя либеральные силы в других частях страны ждали активных действий командующего силами повстанцев Габриэля Варгаса Сантоса, но он отказался проводить наступление ввиду уязвимости своих сил и провел несколько месяцев в бездействии. Когда Варгас Сантос, наконец, в конце апреля, начал действовать, у него не было определенного плана. Он продвинулся на юг от Кукуты, но не разбил оставшиеся в Памплоне немногочисленные войска правительства, предполагая, что они не будут проводить активных операций. Правительство назначило генерала Просперо Пинсона командующим войск на главном направлении и настояло на том, чтобы он начал наступление на повстанцев. Либералы продолжали свой путь на юг, пройдя через Рионегро, и были быстро обнаружены противником, который решил их остановить.

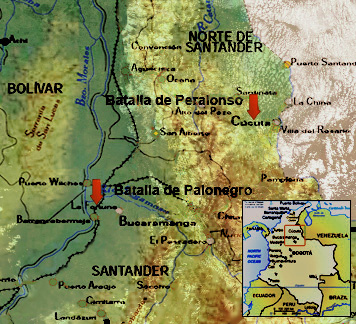
Театр военных действий.

11 мая 1900 года либеральные аванпосты прибыли к предгорьям горного хребта Канта, в окрестностях Букараманги и Лебрихи, и начались первые перестрелки с правительственными заставами. Повстанцы распределили своих людей на боевой линии между Палонегро и Лебрихой, на фронте из 26 километров, примыкающих к пересеченной местности холмов Палоне, в то время как Пинсон начал посылать войска из Букараманги на фронт, атакуя некоторые возвышенности, на которых располагался городок Сан-Пабло, в центре либеральной линии, между Палонегро и Каса-де-Теха. Эта позиция стала главным местом боёв между обеими сторонами. Местность была очень неблагоприятна для либеральной обороны; Варгас Сантос остался в Рионегро и самоустранился от командования операцией, предоставив это командирам отдельных отрядов.
Чтобы занять более выгодные позиции, либералы начали 12 мая в Каса-де-Теха внезапная атаку на вражеский отряд, находящийся поблизости. Они уничтожили авангард с помощью мачете и снайперов, но были обнаружены и вынуждены начать серию атак по всему фронту. Во всех случаях они были отбиты и отступили на свои позиции. Правительственные войска не контратаковали.
13 мая повстанцы готовились обойти противника с фланга, чтобы окружить его и изолировать от войск в Букараманге, но прибыл правительственный батальон и немедленно начал атаку на Палонегро. Он был  отбит атакой бойцов Урибе, заставившей его бежать на свои позиции. Повстанцы пытались взять вражеские пушки, но они были отбиты отчаянным сопротивлением артиллеристов. Урибе Урибе, заметив некоторые тактические преимущества, полученные отрядом Гомеса Пинсона в Серро-де-лос-Муэртос, приказал начать стремительную атаку, которая привела повстанцев к окрестностям Серро-де-Хирон. Правительственные войска ночью отошли в тыл. Пинсон думал, что потерпел полное поражение, но решил остаться на месте. Прибывшее подкрепление снова дало ему большое численное превосходство.
Урибе Урибе, учитывая успех предыдущего дня, запросил присылку новых боеприпасов и подкреплений, но Варгас Сантос отказал. Когда 14 мая либералы снова атаковали, правительственные подкрепления отбили их и, в свою очередь, предприняли контратаку и одна за другой вернули ранее утраченные позиции. 
Между 16 и 24 мая наступил позиционный тупик, и сражение превратилось в борьбу на истощение. Велись локальные бои без руководства и цели. У либералов стали заканчиваться боеприпасы и люди в связи с непрекращающимися перестрелками и атаками, особенно в боях за Лома-де-лос-Муэртос, расположенную на ничейной территории. В свою очередь, 22 мая правительственные войска получали пополнения. После боёв 14-го Варгас Сантос осознавал, что сражение проиграно, но, как это было свойственно ему, не предпринимал никаких действий.
К 25 мая Пинсон сосредоточил большую часть своих сил на атаке фланга противника, у Лебрихи. 25-го вся правительственная армия, без сосредоточения главных усилий на определенном пункте с целью прорыва вражеской линии и проникновения в глубину, перешла в наступление. Защитникам не хватало боеприпасов, и когда они столкнулись с массированной атакой на всех пунктах, то были разбиты. Оказавшись под угрозой окружения, на следующий день, 26 мая, либералы были вынуждены отступить к Рионегро, бросив Палонегро и положив конец решающей битве войны. Пинсон послал в погоню только один батальон и сам вернулся в Букарамангу, считая, что либералы не смогут долго удерживать Сантандер, и что нет необходимости снимать всю свою армию с позиций, чтобы преследовать их. В сражении погибло около 1000 либералов и 1500 солдат правительственной армии.
15 июля 1900 года правительственные войска отвоевали Кукуту, после чего либеральные командиры со своими отрядами рассеялись по другим частям территории Колумбии. Либералы потеряли инициативу в войне и продолжили свою стратегию посредством партизанской борьбы.